# Міжнародний день запобігання експлуатації довкілля під час війни та збройних конфліктів
Міжнародний день запобігання експлуатації довкілля під час війни та збройних конфліктів (офіційними мовами ООН англ. International Day for Preventing the Exploitation of the Environment in War and Armed Conflict; фр. Journée internationale pour la prévention de l’exploitation de l’environnement en temps de guerre et de conflit armé; ісп. Día para la Prevención de la Explotación del Medio Ambiente en la Guerra y los Conflictos Armados; рос. Международный день предотвращения эксплуатации окружающей среды во время войны) – Міжнародний день ООН, встановлений резолюцією A/RES/56/4 Генеральної Асамблеї ООН 5 листопада 2001 року, який відзначається щорічно 6 листопада.
Приймаючи це рішення, Генеральна Асамблея ООН враховувала, що шкода, заподіяна довкіллю під час збройних конфліктів, призводить до погіршення стану екосистем та природних ресурсів на тривалий період після припинення конфліктів і часто торкається не тільки однієї держави і не тільки нинішнього покоління.

Війна, якими б не були її причини, приносить невимовні жахи для цивільного населення і може протягом лічених хвилин знищити те, що іноді було створено цілими поколіннями. Крім людських страждань, що завдає війна, вона також веде до руйнування довкілля.